# 藤井寺市立藤井寺北小学校
藤井寺市立藤井寺北小学校（ふじいでらしりつ ふじいでらきたしょうがっこう）は、大阪府藤井寺市小山3丁目にある公立小学校。

## 沿革
- 1976年（昭和51年）4月1日 - 藤井寺市立藤井寺小学校校区の一部を分離、独立し開校。

## 通学区域
- 津堂1 - 4丁目、小山新町、小山2 - 3丁目、小山4丁目（9 - 19）、6丁目、7丁目（1 - 6、1214の1 - 1251の5[注 1]）、恵美坂2丁目、北岡2丁目（4 - 14）[2]

※卒業後は基本的に藤井寺市立第三中学校に進学する。